# باربرا بينيت
باربرا جين بينيت (بالإنجليزية: Barbara Bennett) (13 أغسطس 1906 - 8 أغسطس 1958) ممثلة سينمائية أمريكية .

## روابط خارجية
- باربرا بينيت على موقع IMDb (الإنجليزية)
- باربرا بينيت على موقع أول موفي (الإنجليزية)
- باربرا بينيت على موقع قاعدة بيانات برودواي على الإنترنت (الإنجليزية)
- باربرا بينيت على موقع قاعدة بيانات الفيلم (الإنجليزية)
- Portrait of Bennett by Nickolas Muray